# 1469
1469 (MCDLXIX) je bilo navadno leto, ki se je po julijanskem koledarju začelo na nedeljo.

## Dogodki
- Lorenzo de' Medici Veličastni zavlada florentinski republiki.
- Izabela Kastilska se poroči s Ferdinandom Aragonskim, Španija je združena.

## Rojstva
- 20. februar - Tommaso de Vio, bolje znan kot kardinal Kajetan, italijanski teolog in filozof, Kopernikov oponent († 1534)
- 15. april - Guru Nanak, ustanovitelj sikhizma († 1539)
- 3. maj - Niccolò Machiavelli, italijanski filozof, politik, pisatelj († 1527)

Neznan datum
- Mohamed Amin, kan Kazanskega kanata († 1518)

## Smrti
Neznan datum
- Kasim, prvi kan Kasimskega kanata (* ni znano)